# Steganthera myrtifolia
Steganthera myrtifolia är en tvåhjärtbladig växtart som först beskrevs av A.C. Smith, och fick sitt nu gällande namn av W.R. Philipson. Steganthera myrtifolia ingår i släktet Steganthera och familjen Monimiaceae. Inga underarter finns listade i Catalogue of Life.